# Brignoles
Cet article possède des paronymes, voir Brignole et Grignols.
Brignoles (Brignolo ou Brinhòla [bʁiˈɲɔ.lɔ] en provençal) est une commune française du Territoire Provence Verte en région Provence-Alpes-Côte d'Azur. Située dans le département du Var, elle en est la deuxième sous-préfecture avec Draguignan. Ses habitants sont appelés les Brignolais.

## Géographie

### Voies de communications et transports

#### Voies routières
Brignoles jouit d'une bonne position stratégique, la ville étant desservie par deux axes majeurs, l'autoroute A8 (sortie no 35) et la route nationale 7. La ville est située à moins d'une heure de route de Marseille (66 km), Aix-en-Provence (57 km), Toulon (48 km) et à 1 h 15 min environ de Nice (130 km).
La rocade, construite en 2005, d'une longueur d'environ 4 km permet d'éviter le centre-ville en contournant la ville par le nord.

#### Transports en commun
- Transport en Provence-Alpes-Côte d'Azur

##### Transports routiers
- Réseau Départemental des Transports Varois : Zou ![3].

##### Lignes SNCF
- Lignes Express Régionales (LER).
- Les gares SNCF les plus proches sont :
  - la gare de Carnoules (TER).
  - la gare d'Aix-en-Provence (TER).
  - La gare de Marseille-Saint-Charles (TER/Intercités/TGV).
  - La gare des Arcs - Draguignan (TER/Intercités/TGV).
  - La Gare de Toulon (TER/Intercités/TGV);

##### Aéroport en Provence-Alpes-Côte d'Azur
En particulier :
- Aéroport de Marseille Provence,
- Aéroport de Toulon-Hyères.
- Aéroport de Nice-Côte d'Azur,

##### Ports en Provence-Alpes-Côte d'Azur
En particulier :
- La rade de Toulon,
- Le port de Marseille,
- Port Hercule (port de Monaco),
- Port Lympia (port de Nice).

### Communes limitrophes
| Bras (par un quadripoint)   | Le Val                  | Vins-sur-Caramy, Cabasse       |
| Tourves                     | Brignoles               | Flassans-sur-Issole            |
| La Celle, La Roquebrussanne | Forcalqueiret, Garéoult | Camps-la-Source, Forcalqueiret |

Brignoles est la « capitale de la Provence Verte » après avoir été la cité des comtes de Provence.
Elle fait partie des 39 communes du Pays de la Provence Verte labellisé Pays d’art et d’histoire et de la communauté d'agglomération de la Provence Verte qui compte 28 communes membres.

### Géologie et relief
Brignoles se situe dans la riche plaine parcourue par la rivière du Caramy, affluent de l’Argens.
Elle est sur un ancien bassin minier d'extraction de bauxite.

### Sismicité
La commune est en zone de sismicité 2 (faible).

### Hydrographie et eaux souterraines
La commune dispose d'un plan de prévention des risques (P.P.R.).
Cours d'eau sur la commune ou à son aval :
- rivière Le Caramy[7] ;
- rivière le Val de Camps ;
- ruisseau de l'Escarelle, de Vaubelle, de Cologne ;
- vallons de Roudaï, de Fontlade.

### Climat
Pour des articles plus généraux, voir Climat de Provence-Alpes-Côte d'Azur et Climat du Var.
En 2010, le climat de la commune est de type climat méditerranéen franc, selon une étude du Centre national de la recherche scientifique s'appuyant sur une série de données couvrant la période 1971-2000. En 2020, Météo-France publie une typologie des climats de la France métropolitaine dans laquelle la commune est exposée à un climat méditerranéen et est dans la région climatique  Provence, Languedoc-Roussillon, caractérisée par une pluviométrie faible en été, un très bon ensoleillement (2 600 h/an), un été chaud (21,5 °C), un air très sec en été, sec en toutes saisons, des vents forts (fréquence de 40 à 50 % de vents > 5 m/s) et peu de brouillards. 
Pour la période 1971-2000, la température annuelle moyenne est de 14 °C, avec une amplitude thermique annuelle de 15,9 °C. Le cumul annuel moyen de précipitations est de 809 mm, avec 6,4 jours de précipitations en janvier et 2,1 jours en juillet. Pour la période 1991-2020, la température moyenne annuelle observée sur la station météorologique de Météo-France la plus proche, « Montfort-sur-Argens_sapc », sur la commune de Montfort-sur-Argens à 9 km à vol d'oiseau, est de 14,7 °C et le cumul annuel moyen de précipitations est de 789,3 mm. 
La température maximale relevée sur cette station est de 42,5 °C, atteinte le 28 juin 2019 ; la température minimale est de −11 °C, atteinte le 8 janvier 1985,,. 
| Mois                                  | jan.           | fév.          | mars           | avril         | mai             | juin           | jui.          | août          | sep.          | oct.          | nov.            | déc.            | année     |
| ------------------------------------- | -------------- | ------------- | -------------- | ------------- | --------------- | -------------- | ------------- | ------------- | ------------- | ------------- | --------------- | --------------- | --------- |
| Température minimale moyenne (°C)     | 1,3            | 1,2           | 3,5            | 6,2           | 10              | 13,4           | 15,5          | 15,4          | 11,9          | 9             | 5,1             | 2               | 7,9       |
| Température moyenne (°C)              | 6,9            | 7,5           | 10,5           | 13,2          | 17,3            | 21,2           | 23,8          | 23,7          | 19,3          | 15,3          | 10,6            | 7,4             | 14,7      |
| Température maximale moyenne (°C)     | 12,5           | 13,9          | 17,5           | 20,3          | 24,6            | 29             | 32,1          | 32            | 26,8          | 21,7          | 16              | 12,7            | 21,6      |
| Record de froid (°C) date du record   | −11 08.01.1985 | −9,8 12.02.12 | −10,6 02.03.05 | −4,9 08.04.21 | 1 07.05.1981    | 3,6 01.06.1986 | 6,6 17.07.00  | 5 28.08.1985  | 2,6 21.09.17  | −4 30.10.1997 | −8 25.11.1988   | −9,3 30.12.1980 | −11 1985  |
| Record de chaleur (°C) date du record | 22,7 28.01.08  | 24,8 03.02.20 | 28,6 31.03.12  | 30,3 09.04.11 | 35,2 28.05.1997 | 42,5 28.06.19  | 41 21.07.1983 | 41,2 23.08.23 | 35,6 04.09.16 | 33,7 08.10.23 | 24,8 06.11.1992 | 23,6 30.12.21   | 42,5 2019 |
| Précipitations (mm)                   | 65,3           | 45,8          | 43,2           | 68,8          | 63,6            | 51,2           | 25,4          | 31            | 85,6          | 114,4         | 122,7           | 72,3            | 789,3     |

| Diagramme climatique                                  |             |             |             |            |            |              |          |              |            |            |           |
| J                                                     | F           | M           | A           | M          | J          | J            | A        | S            | O          | N          | D         |
| 12,51,365,3                                           | 13,91,245,8 | 17,53,543,2 | 20,36,268,8 | 24,61063,6 | 2913,451,2 | 32,115,525,4 | 3215,431 | 26,811,985,6 | 21,79114,4 | 165,1122,7 | 12,7272,3 |
| Moyennes : • Temp. maxi et mini °C • Précipitation mm |             |             |             |            |            |              |          |              |            |            |           |

Les paramètres climatiques de la commune ont été estimés pour le milieu du siècle (2041-2070) selon différents scénarios d'émission de gaz à effet de serre à partir des nouvelles projections climatiques de référence DRIAS-2020. Ils sont consultables sur un site dédié publié par Météo-France en novembre 2022.

## Urbanisme
La commune dispose d'un plan local d'urbanisme,.

### Typologie
Au 1er janvier 2024, Brignoles est catégorisée centre urbain intermédiaire, selon la nouvelle grille communale de densité à sept niveaux définie par l'Insee en 2022.
Elle appartient à l'unité urbaine de Brignoles, une agglomération intra-départementale regroupant trois  communes, dont elle est ville-centre,,. Par ailleurs la commune fait partie de l'aire d'attraction de Brignoles, dont elle est la commune-centre,. Cette aire, qui regroupe 10 communes, est catégorisée dans les aires de moins de 50 000 habitants,.

### Occupation des sols
Le tableau ci-dessous présente l'occupation des sols de la commune en 2018, telle qu'elle ressort de la base de données européenne d’occupation biophysique des sols Corine Land Cover (CLC).
| Type d’occupation                                                                   | Pourcentage | Superficie (en hectares) |
| ----------------------------------------------------------------------------------- | ----------- | ------------------------ |
| Tissu urbain continu                                                                | 0,5 %       | 32                       |
| Tissu urbain discontinu                                                             | 6,4 %       | 456                      |
| Zones industrielles ou commerciales et installations publiques                      | 2,8 %       | 196                      |
| Réseau routier et ferroviaire et espaces associés                                   | 1,3 %       | 95                       |
| Extraction de matériaux                                                             | 1,4 %       | 97                       |
| Équipements sportifs et de loisirs                                                  | 0,5 %       | 38                       |
| Terres arables hors périmètres d'irrigation                                         | 0,2 %       | 11                       |
| Vignobles                                                                           | 17,5 %      | 1240                     |
| Systèmes culturaux et parcellaires complexes                                        | 8,7 %       | 614                      |
| Surfaces essentiellement agricoles interrompues par des espaces naturels importants | 7,0 %       | 497                      |
| Forêts de feuillus                                                                  | 18,0 %      | 1277                     |
| Forêts de conifères                                                                 | 9,5 %       | 675                      |
| Forêts mélangées                                                                    | 19,9 %      | 1406                     |
| Végétation sclérophylle                                                             | 4,5 %       | 317                      |
| Forêt et végétation arbustive en mutation                                           | 1,8 %       | 130                      |
| Source : Corine Land Cover                                                          |             |                          |

La forêt occupe a elle seule 47,4 % de la surface communale. Elle est constituée majoritairement de feuillus. Les territoires agricoles occupent 33,4 % de la surface communale, dont plus de la moitié est consacrée à la culture de la vigne. Les zones urbanisées en occupent 6,9 %.

### Intercommunalité
Brignoles était membre de la communauté de communes Comté de Provence de 38 281 habitants, créée en janvier 2002.
Le projet de schéma départemental de coopération intercommunale de 2015 avait souhaité une fusion des trois communautés de communes Comté de Provence,Sainte-Baume Mont-Aurélien et du Val d'Issole pour constituer une nouvelle agglomération de 95 278 habitants en 2014, articulée autour des pôles urbains de Brignoles et Saint-Maximin-la-Saint-Baume. L'arrêté de création est intervenu le 5 juillet 2016.
En matière d’urbanisme intercommunal, qui fixe les orientations générales et objectifs, la commune a contribué à l’élaboration du schéma de cohérence territoriale intercommunal (SCoT) de la communauté de communes Comté de Provence. À l’issue du diagnostic et de la définition des enjeux du territoire le Schéma de Cohérence Territoriale (SCoT) Provence Verte Verdon a été approuvé le 30 janvier 2020. Il est applicable depuis le 11 septembre 2020.

## Toponymie
Brignoles s'écrit en provençal Brignolo [bʀiˈɲɔlɔ] selon la norme mistralienne et Brinhòla [bʀiˈɲɔlɔ] selon la norme classique.
L'origine des diverses appellations anciennes pourrait être l'évolution complexe de deux dénominations. La première dénomination serait d'origine celto-ligure : elle serait formée sur la racine celtique brig, signifiant la hauteur. Mais ce seraient les légionnaires des armées consulaires de Rome qui auraient de manière précoce latinisé en briginum" ou mieux briginonium (diminutif pratique pour ne pas le confondre avec d'autres sites homonymes) le lieu d'installation de ce modeste castrum surveillant une voie de passage stratégique, la future via Aurelia. Le toponyme aurait été généralisé en bri(gi)nonia pour désigner la contrée environnante, colonisée et cadastrée.
La seconde serait intégralement celto-ligure, divers groupes celto-ligures, le plus souvent semi-nomades, continuent de fréquenter les collines en hiver et de repeupler les parages parfois ravagés par les épidémies et les levées militaires romaines, et finissent par désigner dans leur langue rauque la petite entité urbaine qui s'est développée entre de vastes murs-remparts dans la vallée de la rivière Caramy par la dénomination-concaténation de brigg/ni/ola, soit "le lieu remarquable ("ola") sous ("ni" archaïque ou "neder" plus récent) la hauteur (brig rappelant l'ancienne briginum)". Les autorités locales, subissant ou acceptant de bon gré cette influence, aurait fini par accepter ce doublon celto-ligure, entre le IVe siècle et le VIIe siècle. On admettra que cette explication est quelque peu alambiquée.
S'appuyant sur la forme termino Broniolacense datée de 558, E. Nègre émet l'hypothèse d'un toponyme issu du préceltique *borna, « source », passé à *bron par métathèse, accompagné du suffixe roman -eolas, mais la première attestation du nom de Brignoles, prétendue du VIè siècle, terminio Broniolacinse, repose en réalité sur un faux rédigé dans le dernier quart du Xè siècle et montre donc l'état du nom au Xè siècle. Elle est suivie en 1015 par Brignola, forme qui ne variera plus. Il s'agit d'une formation du haut Moyen Âge sur le gotique brunna, « source » (à rapprocher du préceltique *borna ) muni du suffixe diminutif féminin latin -eola. La lettre finale -s, apparue au XVIè siècle, est non étymologique et superfétatoire ; en provençal, le nom reste fidèle au singulier : Brignollo en 1537 puis Brignolo en 1878.

## Histoire
L'édification des dolmens des Adrets et de celui de l'Amarron atteste d'une occupation humaine sur le territoire de la commune dès le Néolithique. La plaine de Brignoles n'était alors qu'un vaste marécage en bordure du Caramy, dont le lit non resserré changeait souvent de place.

### Antiquité
Le territoire de Brignoles fut occupé par les Suelteri qui établirent de nombreux oppida au sommet des collines. Les Romains assainirent les terres et construisirent de nombreuses villæ en bordure de la via Aurelia. Restaurée sous Néron (58 apr. J.-C.), cette dernière fut alors marquée de bornes milliaires. 
Un mur de soutènement d'une villa romaine a notamment été découvert sur la route de Flassans. Le musée du Pays Brignolais conserve de nombreux éléments de l'Antiquité et du haut Moyen Âge comme l'autel de Sumian (VIe - VIIe siècle apr. J.-C.), un sarcophage de style hellénistique de la fin du IIe siècle apr. J.-C., une cloche de 1686...

### Moyen Âge
Brignoles est citée pour la première fois en 558 dans la charte du roi Childebert concernant La Celle. Le « castrum brinoniae », près du quartier Saint-Pierre sert de refuge aux habitants pendant les raids sarrasins. 
En 1056, les seigneurs de Brignoles donnent à Saint-Victor de Marseille, l'église Saint-Jean des Vignes construite par un riche tenancier, Baronus. 
Plusieurs seigneurs se partagent au XIe siècle la ville et son territoire. Deux grandes familles celles de Gualdrade (Geofroy de Rians, son gendre, Sciocia sa fille, Guillaume et Pons ses petits-fils) et celle d'Ingilran, évêque de Cavaillon, donnent de nombreuses terres, situées sur le territoire de Brignoles aux moines marseillais. Pons de Garde cède à son tour les terres de Louvière et de la Chautarde situées près de la Gayolle. Pons Coixard, en 1056, reconstruit l'église paroissiale Sainte-Marie, consacrée par Guillaume, évêque de la ville de Toulon. Les moines bénédictins disposent ainsi d’un vaste temporel avec des églises sur Brignoles, des biens sur plusieurs communes avoisinantes (La Roque-Brussanne, Garéoult, Camps, Cabasse, Candumy, Rougiers, Flassans, Bras...). L’abbaye Saint-Victor va alors fonder un prieuré féminin, le monastère Sainte-Perpétue, actuellement connue sous le nom d’abbaye de La Celle. Au XIe siècle, la commune de La Celle va prendre son autonomie par rapport à Brignoles.
En 1116, Raimond Béranger Ier, comte de Barcelone et de Provence, vient à Brignoles pour juger un différend survenu entre les moines de Saint-Victor et quelques seigneurs à propos de Nans et de Solliès. Le procès se déroule dans la cour comtale « in curia comitis, apud castrum briniolam ».
Brignoles est au XIIe siècle une ville consulaire, jusqu'à la cession du consulat par les nobles de la ville en 1222 à Raimond Béranger V. La comtesse douairière Béatrice de Savoie demeure jusqu'à sa mort maîtresse de la ville par suite d'un accord avec son gendre.
Les comtes de Provence, seigneurs de Brignoles, y possèdent de nombreuses terres et une demeure. C'est là que viennent accoucher les comtesses, d'où le nom donné à Brignoles de « nourrice et demeure des enfants de la couronne ».
Les comtes catalans résident dans la maison dite « de la feue Lombarde », siège de la cour comtale accolée à l'église Saint-Sauveur près de laquelle les chevaliers édifient leur demeure (actuelle rue des Lanciers).
Vers le milieu du XIIIe siècle, Charles II de Naples et son épouse Marie de Hongrie établissent leur résidence dans l'ancien château fort (du XIe siècle) qu'ils aménagent plus confortablement. C'est dans ce château que naît en 1274 leur fils aîné Saint-Louis de Brignoles et d'Anjou, évêque de Toulouse. Il meurt à l'âge de 23 ans, le 19 août 1297, en présence de toute la cour et de son ancien précepteur, Jacques Duèze, futur pape du nom de Jean XXII. Saint Louis devient le saint patron de la ville, célébré le 19 août.
Le 5 février 1321, le roi Robert le Sage accorde aux habitants le droit de choisir chaque année douze conseillers pour s'occuper des affaires de la communauté.
De 1339 à 1343, Jean de Mora fut châtelain de Brignoles.
En 1357, la reine Jeanne et le roi Louis cèdent Brignoles au comte d'Armagnac, mais quelques mois plus tard la déclarent de nouveau aliénable comme appartenant au domaine comtal.
La mort de la reine Jeanne Ire ouvre une crise de succession à la tête du comté de Provence, les villes de l’Union d'Aix (1382-1387) soutenant Charles de Duras contre Louis Ier d'Anjou. La communauté soutient les Duras jusqu’en 1386, puis change de camp pour rejoindre les Angevins grâce aux négociations patientes de Marie de Blois, veuve de Louis Ier et régente de leur fils Louis II. Le 2 mars 1386, la reine Marie, régente et tutrice du jeune Louis II d'Anjou, accorde des lettres de grâce et octroie à la ville de nombreux privilèges.
En 1403, Louis II d'Anjou et la reine Yolande d'Aragon exemptent les habitants des droits de gabelle, péage, passage, leydes dans toute la Provence et confirment les anciens privilèges de la ville qui les reçoit dans ses murs avec les plus grands honneurs : « le jour de l'arrivée, tout travail cessera dans la ville et au-dehors. La reine sera reçue sous dais, avec le manteau royal et en procession ; ceux qui ont des chevaux de selle iront au-devant du roi et de la reine ; tous les hommes seront rangés en haie et comme pour une procession, et toutes les fammes seront sur la place devant le couvent des frères mineurs ; les enfants, avec des rameaux aux mains, marcheront sous les ordres de maître François Fabry, notaire, et de Gabrielle Calverie, désignés pour les conduire. »
En 1449, une foire annuelle est accordée à Brignoles, le jour de la Saint-Antoine, le 17 janvier.
De 1450 à 1452, Brignoles subit une épidémie de peste. La peste réapparaît en 1491, 1494, 1498, 1507, 1545, et 1587.
En 1453, le roi René aliène ses droits et redevances sur la ville à Benoît de Auria, malgré la contestation des syndics. Cependant, la reine Jeanne de Laval conserve jusqu'à sa mort en 1499, l'usufruit de Brignoles.

### Sous le royaume de France
Le 28 novembre 1502, la première assemblée du Parlement de Provence se tient dans le palais des comtes à Brignoles, Aix ayant refusé de la recevoir. Le 22 février 1506, les membres du Parlement aixois viennent s'établir à Brignoles à cause de la peste.
Le 31 mai 1523, le chevalier Bayard, en route pour l'Italie, passe à Brignoles qui est assiégée un an plus tard par les troupes du connétable de Bourbon.
En 1533, la ville envoie à François Ier, de passage à Marseille, vingt boîtes de ses fameuses prunes, pesant soixante-dix livres, douze chapons et douze perdrix.
Le 15 juillet 1536, Charles Quint, avec ses cinquante mille hommes, passe le Var et livre Brignoles au pillage. Il change son nom en Nicopolis, la ville de la Victoire, et cède le duché au comte de Horne. Cependant en 1537, François Ier aliène en faveur de Jean de Pontevès, seigneur de Carcès et de Cotignac, la juridiction royale et immédiate que le roi a eue de tout temps en la ville. François Ier a d'ailleurs été triomphalement reçu à Brignoles en mai 1538.
Le 28 août 1563, les huguenots envahirent la ville comme l'indique l'inscription sur une pierre au n°5 rue Poissonnerie.
Le 1er janvier 1589, Hubert de Vins, livre Brignoles au pillage avant de lui vendre tous ses biens qu'il possède dans son terroir (qui a été détruit en 1579 car il ne payait pas ses impôts) pour la somme de 50 000 écus. Ce furent les années sanglantes connues sous le nom des étrennes de Brignoles.
En 1666, des religieuses du couvent des Ursulines de Brignoles s'établissent à Aix en créant le couvent des Andrettes.

### Révolution française
Peu avant la Révolution française, l’agitation monte. Outre les problèmes fiscaux présents depuis plusieurs années, la récolte de 1788 avait été mauvaise et l’hiver 1788-89 très froid. L’élection des États généraux de 1789 avait été préparée par celles des États de Provence de 1788 et de janvier 1789, ce qui avait contribué à faire ressortir les oppositions politiques de classe et à provoquer une certaine agitation. C’est au moment de la rédaction des cahiers de doléances, fin mars, qu’une vague insurrectionnelle secoue la Provence. Une émeute causée par la crise frumentaire se produit à Brignoles les 26 et 27 mars, mais elle déborde rapidement cette origine : des paysans, des femmes, des ouvriers tanneurs se regroupent, parcourent les maisons des possédants pour exiger des remises de dette, et finissent par piller la maison particulière du régisseur percevant les droits sur les cuirs. Fait exceptionnel : un notable, l’avocat Joseph Magnan, s’est joint à l’émeute, voire a joué un rôle dans son déclenchement. L’émeute parvient aussi à obtenir la suppression d’un impôt, le piquet. Dans un premier temps, la réaction consiste dans l’envoi d’un détachement de l’armée. Une garde bourgeoise est aussi constituée pour parer à une nouvelle insurrection. Puis des poursuites judiciaires sont diligentées, mais la plupart des condamnations ne sont pas exécutées, la prise de la Bastille comme les troubles de la Grande peur provoquant, par mesure d’apaisement, une amnistie début août. Un Brignolais est pendu avant l’été.
Du 17 mai au 19 mai 1790, trois cents villes et villages de Provence envoient à Brignoles leurs représentants afin de conclure un pacte fédératif d'aide mutuelle, par les armes si nécessaire.
Bonaparte y est reçu pendant les guerres d'Italie et lors du siège de Toulon.
Préfecture provisoire du département sous la Révolution française, puis sous-préfecture jusqu'en 1926, Brignoles accueille deux fois dans ses murs le pape Pie VII.
Lorsque la nouvelle du coup d'État du 2 décembre 1851, perpétré par Louis-Napoléon Bonaparte, arrive en Provence, Brignoles s’insurge et participe à la révolte des communes du Var, réprimée le 8 décembre à Aups. Les troubles de Brignoles voient les paysans encercler le préfet, il faut y voir le résultat d'une mauvaise communication plutôt que la volonté de défendre véritablement la République.

### XXeetXXIesiècles
Depuis 1921, la foire-exposition des vins de Provence se déroule chaque année vers la deuxième semaine d'avril et accueille régulièrement environ cinq cents exposants et près de cinquante-mille visiteurs.
À nouveau sous-préfecture depuis 1975, Brignoles est, malgré la fermeture des centres d'exploitation et d'expédition de la bauxite (mines épuisées et non rentables), en pleine expansion, due notamment à l'attrait du soleil pour de nombreux retraités, à la qualité de vie, à des prix de l'immobilier moins élevés que sur la côte varoise.

## Politique et administration

### Administration et services publics
Brignoles dispose  notamment d'une trésorerie, d'un service des impôts des particuliers (SIP) et d'un service des impôts des entreprises (SIE).

### Politique de développement durable
La ville a engagé une politique de développement durable en lançant une démarche d'Agenda 21 en 2008.

### Budget et fiscalité municipale
Comptes de la commune 2012 à 2020, :
| Postes                                            | 2012     | 2013     | 2014     | 2015     | 2016     | 2017     | 2018     | 2019     | 2020     |
| ------------------------------------------------- | -------- | -------- | -------- | -------- | -------- | -------- | -------- | -------- | -------- |
| Produits de fonctionnement                        | 21 994 € | 22 026 € | 22 728 € | 25 190 € | 22 538 € | 21 890 € | 22 650 € | 30 200 € | 21 697 € |
| Charges de fonctionnement                         | 19 695 € | 21 482 € | 22 143 € | 21 814 € | 19 705 € | 20 245 € | 20 204 € | 27 488 € | 20 715 € |
| Ressources d’investissement                       | 12 433 € | 14 807 € | 12 946 € | 10 460 € | 7 292 €  | 8 670 €  | 8 988 €  | 15 737 € | 12 327 € |
| Emplois d’investissement                          | 12 088 € | 13 514 € | 14 133 € | 10 464 € | 7 167 €  | 10 880 € | 7 800 €  | 10 688 € | 19 551 € |
| Dette                                             | 24 661 € | 30 174 € | 31 027 € | 31 832 € | 29 836 € | 27 853 € | 27 687 € | 25 366 € | 23 048 € |
| Source : Ministère de l’Économie et des Finances: |          |          |          |          |          |          |          |          |          |

Fiscalité 2020 :
- Taux d’imposition taxe d’habitation : 15,11 %
- Taxe foncière sur propriétés bâties : 25,62 %
- Taxe foncière sur les propriétés non bâties : 80,44 %
- Taxe additionnelle à la taxe foncière sur les propriétés non bâties : 0,00 %
- Cotisation foncière des entreprises : 0,00 %
- Montant total des dettes dues par la commune : 23 048 000 € pour 17 532 habitants, soit 1 315 € par habitant.

Chiffres clés Revenus et pauvreté des ménages en 2018 : médiane en 2018 du revenu disponible, par unité de consommation : 18 550 €.

### Tribunal d'instance
La ville est le siège d'un tribunal d'instance depuis 1958. La réforme de la carte judiciaire en 2008 n'a pas entraîné la suppression de cette juridiction.

### Politique environnementale
La commune fait partiellement partie du nouveau parc naturel régional de la Sainte-Baume, créé par décret du 20 décembre 2017.

### Jumelages
Brignoles est jumelée avec les villes de :
- Groß-Gerau (Allemagne) ;
- Tielt (Belgique) ;
- Brunico (Italie) ;
- Szamotuły (Pologne).

## Population et société

### Démographie
L'évolution du nombre d'habitants est connue à travers les recensements de la population effectués dans la commune depuis 1793. Pour les communes de plus de 10 000 habitants les recensements ont lieu chaque année à la suite d'une enquête par sondage auprès d'un échantillon d'adresses représentant 8 % de leurs logements, contrairement aux autres communes qui ont un recensement réel tous les cinq ans,.

En 2022, la commune comptait 17 846 habitants, en évolution de +1,99 % par rapport à 2016 (Var : +4,98 %, France hors Mayotte : +2,11 %).
| 1793  | 1800  | 1806  | 1821  | 1831  | 1836  | 1841  | 1846  | 1851  |
| ----- | ----- | ----- | ----- | ----- | ----- | ----- | ----- | ----- |
| 5 060 | 5 460 | 5 301 | 5 848 | 5 940 | 5 642 | 5 518 | 5 584 | 5 809 |

| 1856  | 1861  | 1866  | 1872  | 1876  | 1881  | 1886  | 1891  | 1896  |
| ----- | ----- | ----- | ----- | ----- | ----- | ----- | ----- | ----- |
| 5 836 | 6 143 | 5 945 | 5 593 | 5 840 | 5 678 | 4 927 | 4 811 | 4 824 |

| 1901  | 1906  | 1911  | 1921  | 1926  | 1931  | 1936  | 1946  | 1954  |
| ----- | ----- | ----- | ----- | ----- | ----- | ----- | ----- | ----- |
| 4 748 | 4 374 | 4 541 | 3 916 | 5 116 | 5 080 | 5 534 | 5 913 | 6 347 |

| 1962  | 1968  | 1975  | 1982   | 1990   | 1999   | 2006   | 2011   | 2016   |
| ----- | ----- | ----- | ------ | ------ | ------ | ------ | ------ | ------ |
| 7 479 | 9 051 | 9 995 | 10 412 | 11 239 | 12 487 | 14 963 | 16 171 | 17 498 |

| 2021   | 2022   | - | - | - | - | - | - | - |
| ------ | ------ | - | - | - | - | - | - | - |
| 17 664 | 17 846 | - | - | - | - | - | - | - |

### Manifestations culturelles et festivités
Chaque année, à la mi-août, pendant trois jours, Brignoles accueille les Journées médiévales : spectacles de rue, artisans et tavernes envahissent les ruelles étroites et les places de la vieille ville.

### Enseignement
Établissements d'enseignements :
- Écoles maternelles et primaires[70],
- Collèges,
- Lycées.

### Santé
Professionnels et établissements de santé :
- Médecins,
- Pharmacies,
- Le Centre hospitalier de Brignoles[72] et le "Gynécobus" qui lui est rattaché pour couvrir, à partir d'avril 2022, les 43 villes et villages des territoires de Provence Verdon et de Provence Verte[73].
- Les hôpitaux de Saint-Maximin-la-Sainte-Baume, Le Luc, Hyères.
- Le Centre hospitalier de la Dracénie, se trouve à Draguignan, à 45 km[74]. Il dispose d'équipes médicales dans la plupart des disciplines[75] : pôles médico-technique ; santé mentale ; cancérologie ; gériatrie ; femme-mère-enfant ; médecine-urgences ; interventionnel.

### Cultes
- Culte catholique, paroisse de Brignoles[76], diocèse de Fréjus-Toulon.
- Moines bénédictins de Saint-Benoît (voir Rubrique Lieux et monuments, patrimoine sacré).

## Économie

### Entreprises, commerces et services

#### Agriculture
- La plaine de Brignoles était l'une des constituantes d'un terroir ou le prunier perdrigon était partout cultivé. Pour conserver leurs productions, les paysans les transformaient en un pruneau qu'ils vouaient au commerce, la pistole, aliment réputé au Moyen Âge. Des milliers de ces arbres furent détruits à la fin du XVIe siècle pendant les guerres de Religion ce qui entraîna le déclin de ce commerce à Brignoles, au profit des prunes de Digne.
- Économie essentiellement tournée vers les secteurs tertiaire et primaire (viticulture : coteaux varois en Provence). Ces secteurs sont largement représentés lors de la foire-exposition qui a lieu chaque année au mois d'avril.
- Ancienne cave coopérative du couvent des Cordeliers[77].

#### Elevages et services
- Centre équestre les “Ecuries saint Christophe”[78].

#### Commerces
- La Foire de Brignoles a été créée le 11 novembre 1921 par la Société d’Agriculture de Brignoles[79].
- Antenne de la Chambre de commerce et d'industrie du Var.
- Située stratégiquement, la ville dispose de nombreuses plateformes logistiques (grande distribution et transporteurs routiers).
- Marchés provençaux[80].

#### Tourisme
L'Office de Tourisme de La Provence Verte rayonne sur 8 offices de tourisme répartis dans les villages du « Pays de la Provence Verte ».
La Provence Verte est un territoire qui couvre le quart du département du Var regroupant 43 villages avec une variété et une richesse patrimoniale qui explique son attrait touristique au cœur du Pays d'Art et d'Histoire.
Hébergements et restauration.

#### Services publics
La fonction publique est un employeur important dans cette sous-préfecture.

## Culture locale et patrimoine

### Lieux et monuments

#### Patrimoine sacré
- L'église Saint-Sauveur (1012-1550)[85] et son orgue de tribune[86].
- L'église des Augustins[87].
- la chapelle royale Sainte-Catherine[88].
- La chapelle Notre-Dame-de-Lorette[89]
- La chapelle de Notre-Dame-d'Espérance et sa cloche de 1556[90].
- L’abbaye de La Celle, à proximité (2,5 km au sud-est de Brignoles).
- Monastère Saint-Benoît, fondé en une ancienne maison du temple du XIIe siècle qui devint, ensuite, commanderie hospitalière.
- Les monuments aux morts[91],[92].

#### Patrimoine profane et tourisme
- Les dolmens des Adrets (trois inscrits et un classé aux Monuments Historiques)[93],[94],[95]  et le dolmen de l'Amarron.
- Les vestiges de thermes et d'exploitation agricole[96] datant des Ier et IIe siècles, mis au jour au domaine Ramatuelle[97].
- Le Musée du pays brignolais implanté dans le palais des comtes de Provence[98] ; le sarcophage de la Gayolle (IIIe siècle) serait le plus ancien monument chrétien de Gaule mais l'iconographie (pêcheur, ancre, berger ramenant une brebis, arbres du jardin céleste, soleil personnifié) est encore marquée par la tradition polythéiste gréco-romaine[99].
- Le golf de Barbaroux[100], classé parmi les quarante meilleurs parcours européens[101].
- L'hôtel de Claviers[102], restauré dans le cadre de la charte culturelle passée le 27 novembre 1987 entre le département du Var et l'État (Ministère de la culture) et réutilisé initialement pour être le siège de la « direction départementale des Affaires culturelles » du département, accueille aujourd'hui de nombreuses expositions d'art[103],[104].
- Le hall des Expositions[105].
- Fresque de la Dame à la Fontaine[106].
- Les portes dans les ruelles de la ville[107].
- Le train touristique du centre-Var assure depuis l'été 2001 une desserte touristique entre Carnoules et Brignoles.

### Galerie

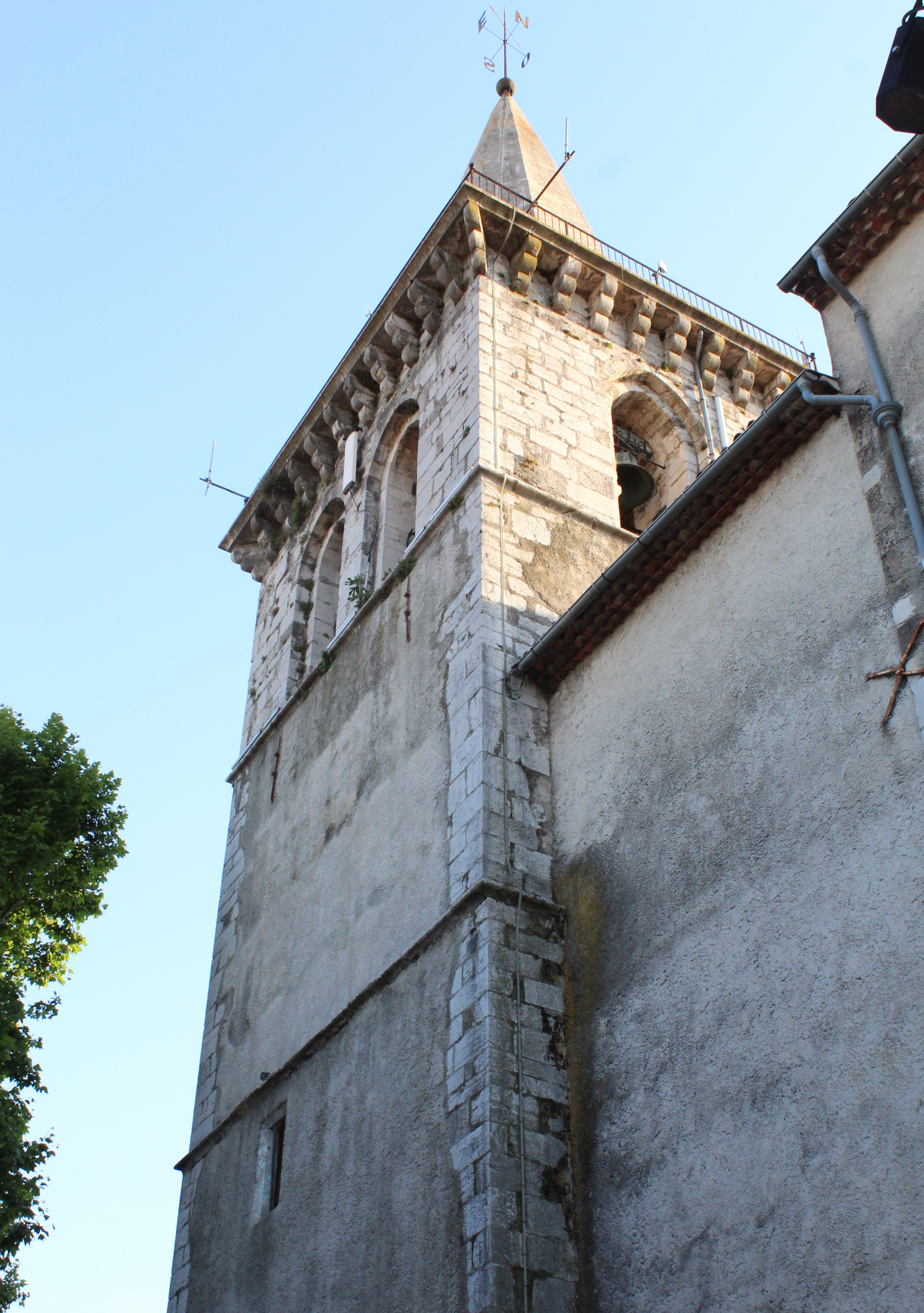
L'église Saint-Sauveur.
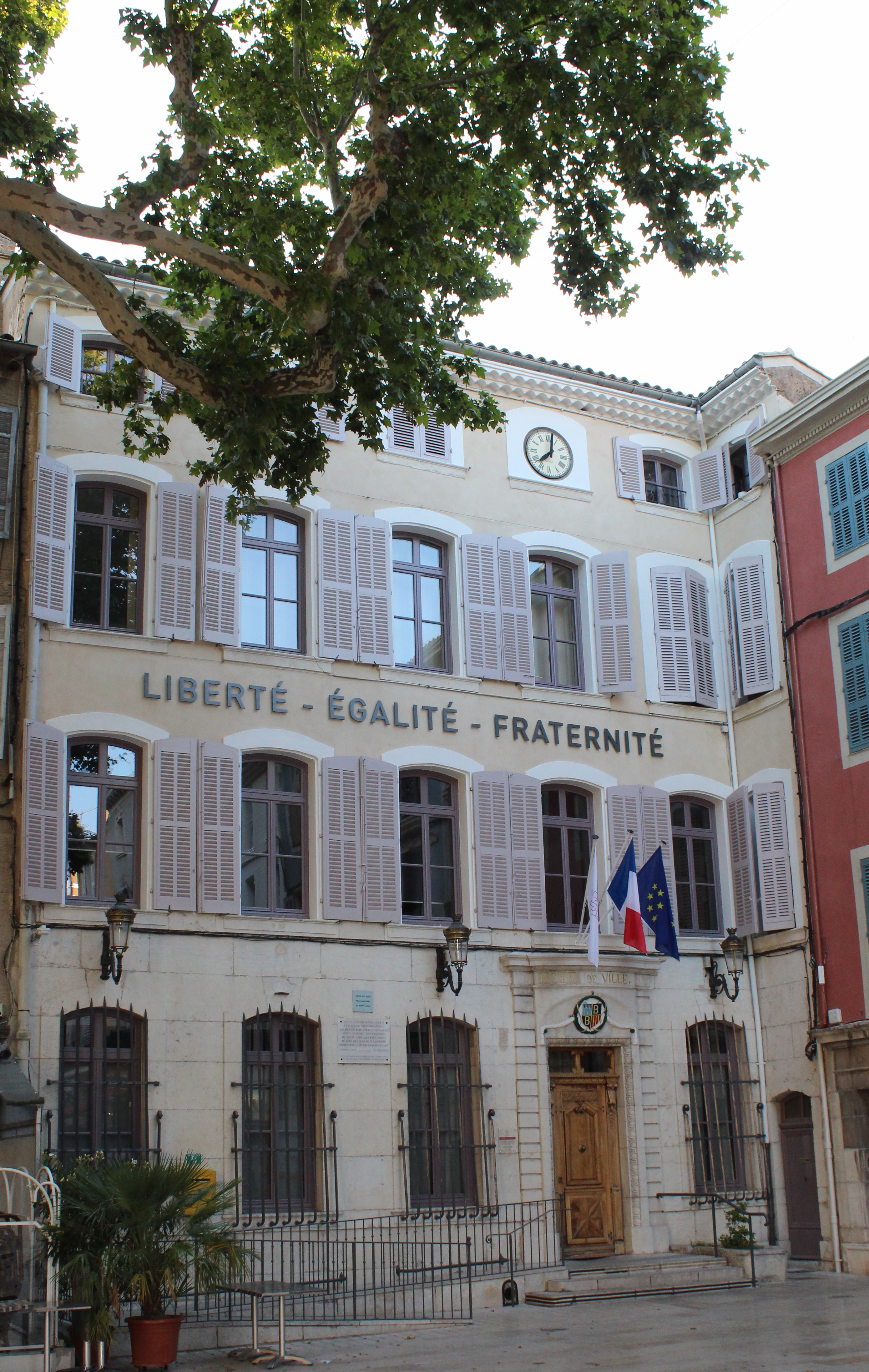
L'hôtel de ville.
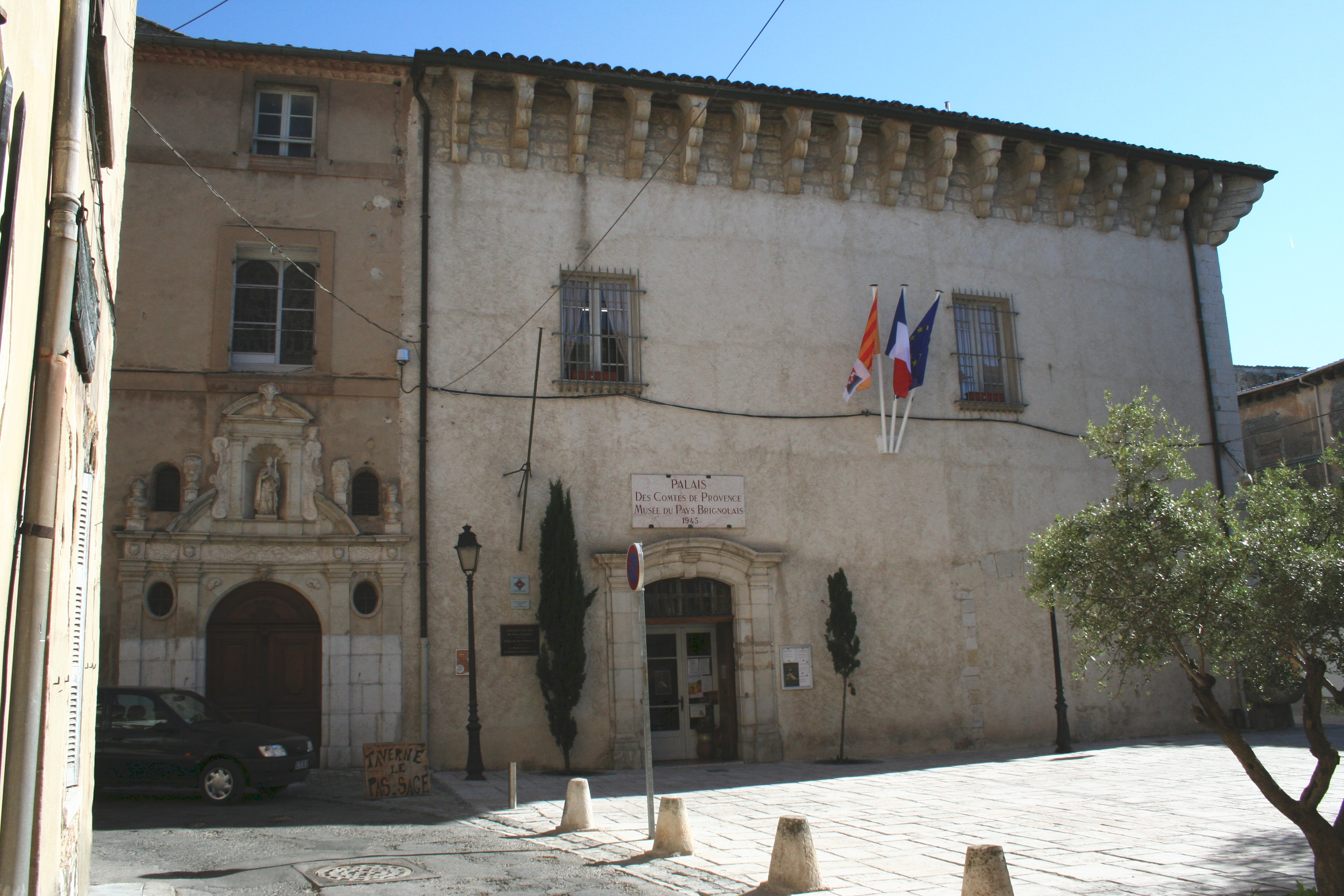
Palais des comtes de Provence, musée de Brignoles.
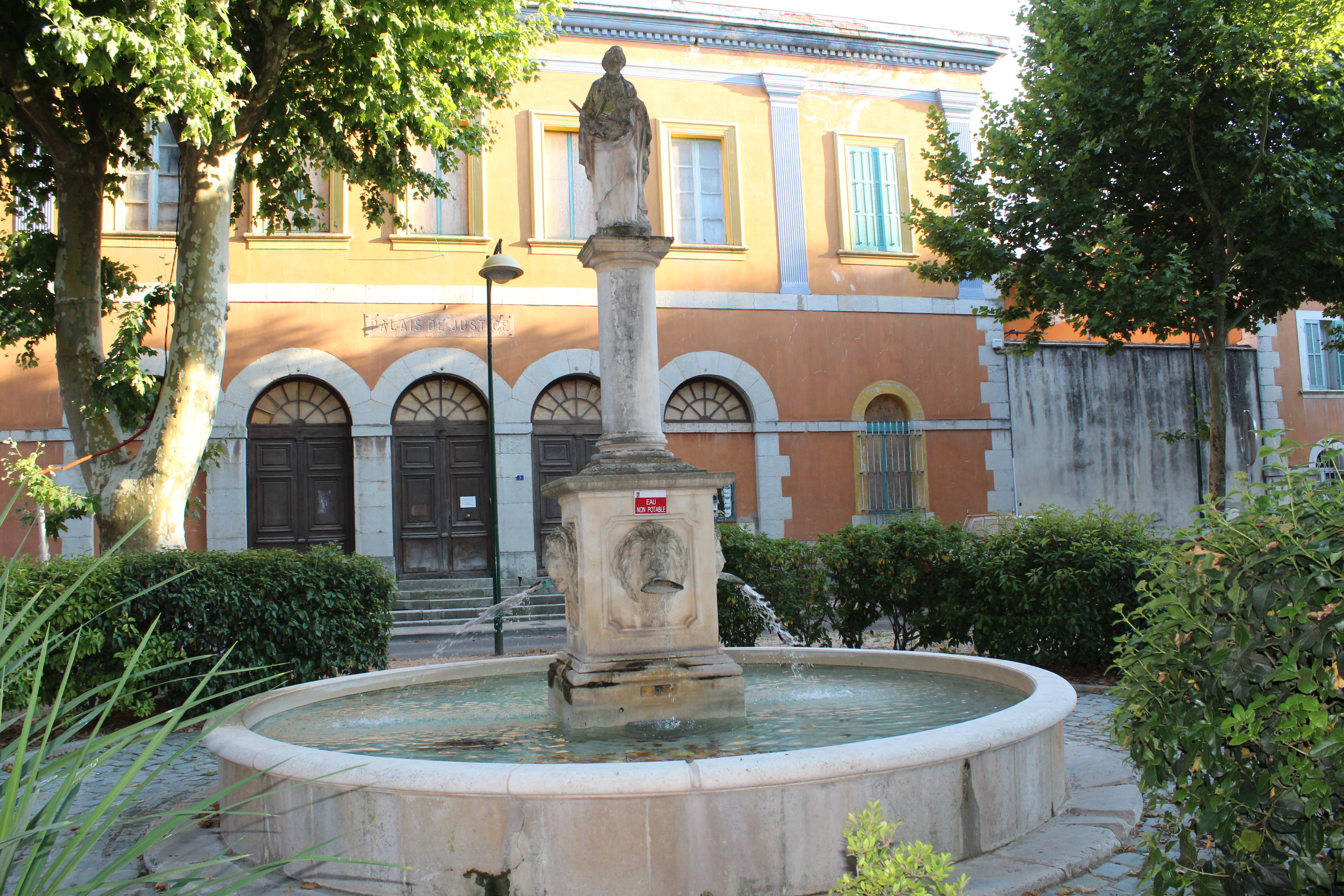
La fontaine du Palais de Justice.

### Personnalités liées à la commune
Par ordre alphabétique
- Maurice Agulhon (1926-2014), historien, professeur au Collège de France, décédé à Brignoles le 28 mai 2014.
- Antoine Albalat (1856-1935), écrivain, né à Brignoles.
- Saint Louis d'Anjou (1274-1297), évêque de Toulouse, né à Brignoles.
- François d'Arbaud de Porchères (1590-1640), poète, né à Brignoles.
- Louis Paul Baille (1768-1821), baron de Saint-Pol et de l'Empire, général des armées de la République et de l'Empire, né à Brignoles, décédé à Paris.
- Bénédicte Brunet, réalisatrice, née à Brignoles.
- Amy Cissé (née en 1969), joueuse de basket-ball, née à Brignoles.
- En 2021, le couple américain George et Amal Clooney achète pour 7,9 millions d'euros le domaine du Canadel[108]. Sur 150 ha, dont 4 de vignes, il comprend notamment une maison du XVIIIe siècle, une oliveraie de 1000 arbres, un jardin, un lac, une piscine, un tennis, une tonnelle ou encore un terrain de pétanque. Le domaine est situé non loin de celui de Brad Pitt et Angelina Jolie, le domaine de Miraval, acquis en 2011 et qu'ils ont conservé malgré leur divorce[109].
- Manu Diaz (né en 1955), joueur de rugby à XV, né à Brignoles.
- Justin J. Gabriel (1838-1923), graveur et peintre français.
- Charles Gaou (1882-1950), député du Var de 1936 à 1940, maire de Brignoles d'avril à octobre 1945, né et mort à Brignoles.
- Isidore Gauthier (né le 20 janvier 1763 à Brignoles et mort le 20 décembre 1824 à Paris) magistrat et homme politique, député du Var au Conseil des Cinq-Cents.
- François Granet (1692-1741), homme de lettres, né à Brignoles.
- François Guisol (1803-1874), poète et auteur, né à Brignoles.
- Fabrice Hadjadj (né en 1971), philosophe et dramaturge, a vécu à Vins-sur-Caramy et travaillé à Brignoles.
- Jean-Jacques Jauffret (né en 1965), réalisateur.
- Joseph Lambot (1814-1887), inventeur du ciment armé, mort à Brignoles.
- Pierre Le Brun (1661-1729), prêtre oratorien, historien de la liturgie et professeur de philosophie et de théologie, né à Brignoles.
- Jean-Jacques Marcel (né en 1931), footballeur, né à Brignoles.
- Catherine Matausch (née en 1960), journaliste, née à Brignoles.
- Jean-Baptiste Maunier (né en 1990), acteur, né à Brignoles.
- René Morizur (1944-2009), musicien, mort à Brignoles.
- Victor Nicolas (1906-1979), sculpteur, né à Brignoles.
- Joseph Parrocel (1646-1704), peintre, né à Brignoles.
- Louis Parrocel (1634-1694), peintre, né à Brignoles.
- Christian Philibert (né en 1965), réalisateur et scénariste, né à Brignoles.
- François Just Marie Raynouard (1761-1836), écrivain, né à Brignoles.
- Charles Rousse (1860-1925), homme politique, député du Var de 1889 à 1902, né à Brignoles.
- Patrick Valéry (né en 1969), joueur de football, né à Brignoles.

### Héraldique
| Blason | Blasonnement : Écartelé: au 1er d'azur à la fleur de lis d'or surmontée d'un lambel de trois pendants de gueules ; aux 2e et 3e d'azur à la lettre capitale B d'or ; au 4e d'or à quatre pals de gueules — Grand Larousse encyclopédique. Écartelé : le premier d'azur, à une fleur de lis d'or, au lambel de trois pendants de gueules en chef ; le deuxième et le troisième de gueules, à la lettre « B » d'or ; le quatrième d'or, à quatre pals de gueules. — Malte-Brun, in la France illustrée, tomme V, 1884. Commentaires : Le blason de Brignoles est généralement surmonté d'une couronne comtale, le Comte de Provence ayant construit un palais dans cette ville. On trouve encore en ville des blasons de Brignoles avec un C en lieu et place du B. Reprenant peut-être l'initiale d'une grande famille de la commune ou encore du fait de l'appellation de celle-ci « Cité des Comtes de Provence ». |